# Гусев, Александр Иванович (генерал)
Алекса́ндр Ива́нович Гу́сев (род. 20 сентября 1941, Донгуз, Саратовская область) — военный лётчик, генерал-майор авиации, командующий 36-й Воздушной армией.

## Биография
- 1963 г. — окончил Харьковское высшее военное авиационное училище лётчиков.
- 1969 г. — окончил Военно-воздушную академию им. Ю.А. Гагарина.
- 1984 г. — окончил Военную академию Генерального штаба.
  - Командир дивизии.
- 1985-1987 гг. — 1-й заместитель командующего ВВС Туркестанского военного округа.
- Сентябрь 1987 г. — январь 1991 г. — Генерал-майор авиации,
  - командующий 36-я воздушная армией (командующий ВВС Южной группы войск).

## Награды
- Орден «За службу Родине в Вооруженных Силах СССР» 2-й степени,
- Орден «За службу Родине в Вооруженных Силах СССР» 3-й степени,
- Медали[какие?].